# Distrito de Choiseul
Choiseul es uno de los diez distritos en los que se divide Santa Lucía, un pequeño país insular ubicado en las Antillas Menores, en aguas del mar Caribe. De acuerdo con el censo del año 2001 el distrito tiene una población de 6,139 habitantes.
Entre las principales atracciones de esta zona rural destacan la hacienda Balenbouche, un complejo histórico de casi 61 hectáreas; algunos petroglifos precolombinos y las ruinas del Fuerte Citreon. 
La cabecera distrital es la población de Choiseul (13°47′ N, 61°02′ O).

## Organización territorial
El distrito está formado por cuarenta y cuatro localidades:
- Beausejour/Myers Bridge (parcial)
- Belle Vue
- Bois d'Inde
- Caffiere
- Cedars/Chu Tigre
- Choiseul
- Christian Hill
- Dacretin
- Debreuil
- Delcer
- Derriere Morne
- Dugard
- Dupre
- Esperance
- Etangs (parcial)
- Franciou
- Industry
- La Fargue
- La Pointe
- Lamaze
- Le Riche
- Mailly Motete (parcial)
- Marche Gaye
- Martin
- Mavay
- Mongouge
- Monzie
- Morne Jacques
- Morne Palama
- Morne Sion
- Motete
- Newfield/Fiette
- Ponyon
- Portalese
- Raveneau
- Reunion
- River Doree
- Roblot
- Sauzay
- Savannes George/Constitution Park
- St. Remy Estate (parcial)
- Union Vale (parcial)
- Victoria
- Village